# Vaitupu (Tuvalu)

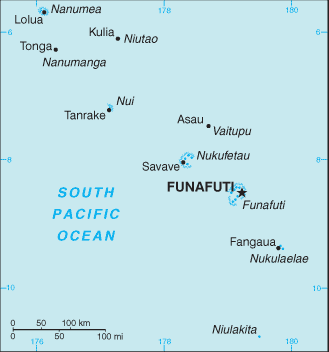
Lägeskarta

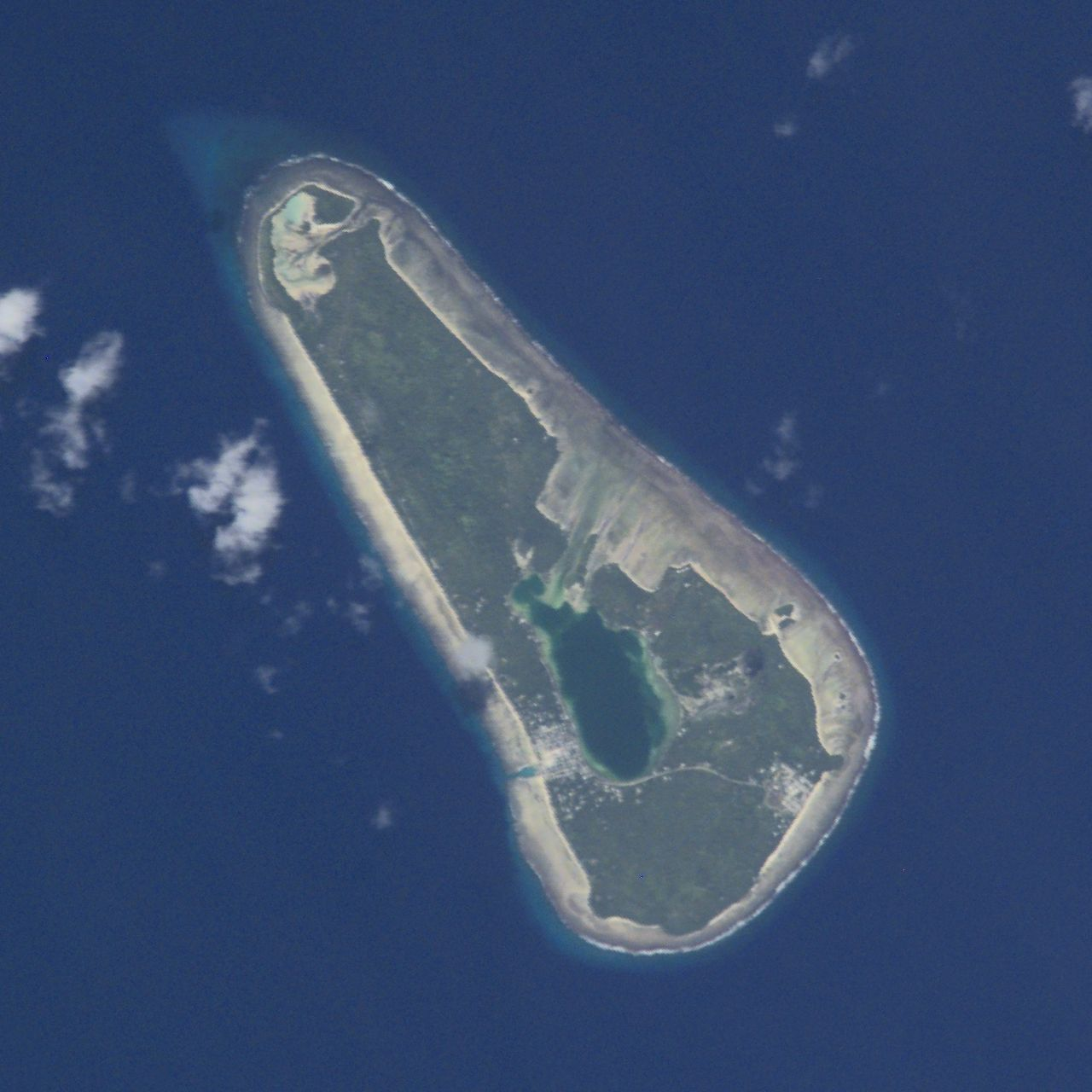
Vaitupu

Vaitupu (tuvaluanska Vaitupu) är en korallatoll i Tuvalu i sydvästra Stilla havet.

## Geografi
Vaitupu ligger cirka 120 km nordväst om Funafuti.
Korallatollen har en areal om ca 10 km² med en landmassa på ca 5,60 km² med en längd på cirka 5 km och ca 2 km bred . Atollen omges av ett korallrev och består av en större ö och åtta mindre öar och har två laguner. De större öarna är
- Vaitupu, huvudön
- Lusamotu motus, i den sydöstra delen
- Mosana motus, i den sydöstra delen
- Motutanifa, i den nordöstra delen
- Temoto, i den norra delen
- Te Motu Olepa, i den sydöstra delen
- Tofia, i den mellersta delen

Den högsta höjden är på endast några m ö.h.
Befolkningen uppgår till ca 1 600 invånare  där de flesta bor i den delade huvudorten Asau-Tumaseu på huvudöns sydvästra del. Förvaltningsmässigt utgör atollen ett eget "Island council" (distrikt).
Ön kan endast nås med fartyg då den saknar flygplats.

## Historia
Tuvaluöarna beboddes av polynesier sedan 1000-talet f.Kr.
Den amerikanske kaptenen Obed Starbuck blev 1825 den förste europé att besöka Vaitupu .
1860 anlände kristna missionärer från den brittiska London Missionary Society till atollen.
Under 1940-talet emigrerade en del av befolkningen p.g.a överbefolkning till Fiji.
År 2000 drabbades atollen av en stor tragedi då skolan i Motufoua på den sydöstra delen brann ned och 18 flickor och deras lärare omkom i lågorna.